# Strażnicy Galaktyki vol. 3
Strażnicy Galaktyki vol. 3 (oryg. Guardians of the Galaxy Vol. 3) – amerykański fantastycznonaukowy film akcji na podstawie serii komiksów o grupie superbohaterów o tej samej nazwie wydawnictwa Marvel Comics. Za reżyserię i scenariusz odpowiadał James Gunn. W głównych rolach wystąpili: Chris Pratt, Zoe Saldaña, Dave Bautista, Karen Gillan, Pom Klementieff, Vin Diesel, Bradley Cooper, Sean Gunn, Chukwudi Iwuji, Will Poulter, Elizabeth Debicki, Marija Bakałowa i Sylvester Stallone.
Strażnicy Galaktyki vol. 3 wchodzą w skład V Fazy Filmowego Uniwersum Marvela. Jest to trzydziesty drugi film należący do tej franczyzy, wchodzi w skład drugiego rozdziału zatytułowanego Saga Multiwersum i stanowi kontynuację filmów Strażnicy Galaktyki z 2014 i Strażnicy Galaktyki vol. 2 z 2017 roku. W 2022 roku premierę na Disney+ miały seria animowanych krótkometrażówek Ja jestem Groot i film krótkometrażowy Strażnicy Galaktyki: Coraz bliżej święta. Światowa premiera filmu Strażnicy Galaktyki vol. 3 miała miejsce 22 kwietnia 2023 roku w Paryżu. W Polsce film zadebiutował 5 maja tego samego roku.

## Streszczenie
Strażnicy Galaktyki zostali zaatakowani w swojej nowej siedzibie na Knowhere przez Adama Warlocka, wojownika Suwerennych, który został stworzony przez ich kapłankę i przywódczynię, Ayeshę. Po tym, jak Warlock ich obezwładnia i krytycznie rani Rocketa, Nebula go rani, zmuszając do ucieczki. Strażnicy nie są w stanie wyleczyć Rocketa z powodu wbudowanego przez firmę Orgocorp w jego ciało wyłącznika awaryjnego, więc postanawiają wyruszyć do siedziby tej firmy w celu uratowania towarzysza.
Podczas gdy Rocket jest nieprzytomny wspomina swoją przeszłość – kiedy był małym szopem eksperymentował na nim Wielki Ewolucjonista, naukowiec, który starał się ulepszyć i antropomorfizować zwierzęce formy życia, by stworzyć Anty-Ziemię. Rocket zaprzyjaźnił się wtedy z innymi jego obiektami testowymi: wydrą Lyllą, morsem Kieły i królikiem Plece. Wielki Ewolucjonista był pod wrażeniem szybko rosnącej inteligencji Rocketa, ale wpadł w furię, kiedy zauważył, że przekroczyła ona jego własną. Udoskonalił on swoje eksperymenty za radą Rocketa, ale nakazał wydobycie mózgu Rocketa i spalenie jego przyjaciół. Rocket uwolnił Lyllę, jednak zaraz po tym Wielki Ewolucjonista ją zabił. Wściekły Rocket zmasakrował go za to i zabił jego ochroniarzy. Podczas tego chaosu Kieły i Plece zginęli. Rocket samotnie ukradł statek kosmiczny i uciekł.
Obecnie alternatywna wersja Gamory, która dołączyła do Łowców, pomogła Strażnikom w dostaniu się do siedziby Orgocorp. Uzyskują plik Rocketa, ale odkryli, że dane wyłącznika awaryjnego zostały usunięte. Grupa przypuszcza, że ma go Theel, jeden z doradców Wielkiego Ewolucjonisty. Wyruszają na Anty-Ziemię, a za nimi Ayesha i Warlock, którym ich twórca, Wielki Ewolucjonista, nakazał odzyskać Rocketa. Mieszkańcy Anty-Ziemi pomagają Strażnikom w odnalezieniu Theela, który znajdował się na statku Wielkiego Ewolucjonisty. Drax i Mantis pozostają z Gamorą i nieprzytomnym Rocketem na statku, natomiast Peter Quill, Nebula i Groot udają się do statku Wielkiego Ewolucjonisty. Nebula zostaje zatrzymana przez strażników i na pokład dostają się Quill i Groot. Drax i Mantis postanawiają dołączyć do grupy Quilla.
Wielki Ewolucjonista inicjuje zniszczenie Anty-Ziemi zabijając całe życie na planecie, w tym Ayeshę i zaczyna planować jej odtworzenie. Kiedy jego statek wchodzi na orbitę, Quill i Groot wyskakują i zabijają Theela, pozyskując od niego kod. Gamora przybywa statkiem, by ich uratować, podczas gdy Nebula, Mantis i Drax wchodzą na statek Wielkiego Ewolucjonisty, by uciec z planety. Kiedy Quill, Groot i Gamora próbują uzyskać kod dostępu, Rocket jest bliski śmierci – ponownie spotyka Lyllę, Kieły i Plece. Lylla mówi mu, że jego czas jeszcze nie nadszedł. W tym samym momencie Quill używa kodu, ratuje życie Rocketa.
Na statku Wielkiego Ewolucjonisty Nebula, Mantis i Drax spotykają setki uwięzionych humanoidalnych dzieci, lecz zostają schwytani i uwięzieni razem z Abiliskami. Quill, Groot, Rocket i Gamora ruszają im na pomoc. Mantis zaprzyjaźnia się z Abiliskami, dzięki czemu mogą uciec i połączyć się z Quillem, Rocketem, Grootem i Gamorą i pokonać armię Wielkiego Ewolucjonisty. Na pomoc przybywają Kraglin i Cosmo, która stworzyła tunel telekinetyczny łączący Knowhere ze statkiem Wielkiego Ewolucjonisty uwalniając dzieci. Rocket odkrywa uwięzione zwierzęta na statku i zostaje zaatakowany przez Wielkiego Ewolucjonistę. Na miejscu pojawiają się pozostali Strażnicy Galaktyki, którzy pomagają Rocketowi go obezwładnić i następnie zostawiają go na statku na śmierć. Strażnicy następnie ratują zwierzęta i inne istoty. Quill zostaje uratowany przez Adama Warlocka, któremu wcześniej pomógł Groot.
Po tych wydarzeniach Quill postanawia opuścić Strażników i przekazać dowodzenie Rocketowi. Wraca z powrotem na Ziemię, do swojego dziadka, Jasona. Mantis postanawia wyruszyć w podróż z Abiliskami, Gamora powraca do Łowców, natomiast Nebula i Drax pozostają na Knowhere, by zająć się uratowanymi dziećmi.
W scenie pomiędzy napisami nowa grupa Strażników Galaktyki, w której w składzie znaleźli się: Rocket, Groot, Cosmo, Kraglin, Adam Warlock, Phyla (jedno z uratowanych dzieci) i zwierzak Adama, Blurp, podejmują nową misję. W scenie po napisach Peter Quill zamieszkuje na Ziemi ze swoim dziadkiem.

## Obsada
- Chris Pratt jako Peter Quill / Star-Lord, pół człowiek, pół Celestial, który jako dziecko został zabrany z Ziemi i wychowany przez grupę kosmicznych złodziei i przemytników o nazwie Łowcy, dowodzonych przez Yondu Udontę. Jest liderem Strażników Galaktyki[5][6].
- Zoe Saldaña jako Gamora, zabójczyni wyszkolona przez Thanosa, która szuka odkupienia za swoje czyny[7][6].
- Dave Bautista jako Drax, członek Strażników Galaktyki, wojownik szukający zemsty na Thanosie, który zamordował jego rodzinę[8][6].
- Karen Gillan jako Nebula, adoptowana córka Thanosa, wychowywana wspólnie z Gamorą[9][6].
- Pom Klementieff jako Mantis, przyjęta do Strażników Galaktyki istota, która posiada zdolność empatii[5][6].
- Vin Diesel jako Groot, członek Strażników Galaktyki, humanoidalne drzewo w postaci młodej „sadzonki”, będące towarzyszem Rocketa[7][6]. Austin Freeman zagrał postać na planie za pomocą techniki motion-capture[10].
- Bradley Cooper jako Rocket, członek Strażników Galaktyki, genetycznie zmodyfikowany szop biegle posługujący się bronią palną[7][6]. Sean Gunn zagrał postać na planie za pomocą techniki motion-capture oraz został głosem młodego Rocketa, notomiast Noah Raskin udzielił głosu Rocketowi jako dziecko[11].
- Sean Gunn jako Kraglin Obfonteri, członek Strażników Galaktyki należący wcześniej do Łowców jako pierwszy oficer Yondu Udonty[12][13].
- Chukwudi Iwuji jako Herbert Wyndham / Wielki Ewolucjonista, naukowiec specjalizujący się w tworzeniu hybrydowych stworzeń i twórca Rocketa, starający się siłą ulepszyć wszystkie żywe istoty w „specjalną rasę”. Stworzył między innymi Anty-Ziemię oraz rasy Suwerennych, Xeronianów i Animenów[14][15][16][17].
- Will Poulter jako Adam Warlock, istota stworzona przez Suwerennych, by zniszczyć Strażników[18][19].
- Elizabeth Debicki jako Ayesha, kapłanka i przywódczyni Suwerennych, która chce zniszczyć Strażników[20].
- Marija Bakałowa jako Cosmo, członek Strażników będący rozumnym psem, który rozwinął zdolności psioniczne po wysłaniu w kosmos przez Związek Radziecki. Bakałowa użyczyła głosu postaci[15][21], a zagrał ją psi aktor, Slate[22].
- Sylvester Stallone jako Stakar Ogord, członek pierwszych Łowców, który wygnał za zdradę Yondu Udontę[23].

Swoje role z poprzednich produkcji franczyzy powtórzyli: Stephen Blackehart jako Steemie Blueliver, mieszkaniec Knowhere; Seth Green jako głos Kaczora Howarda, antropomorficznej kaczki; Christopher Fairbank jako Broker; Michael Rooker jako Yondu Udonta, zmarły przywódca Łowców, który ukazuje się Kraglinowi; Rhett Miller jako Bzermikitokolok z zespołu Bzermikitokolok and the Knowheremen oraz w scenie po napisach Gregg Henry jako Jason Quill, dziadek Petera Quilla.
W filmie ponadto wystąpili: Linda Cardellini jako wydra Lylla, Asim Chaudhry jako mors Kieły (oryg. Teefs), Mikaela Hoover jako królik Plece (oryg. Floor): antropomorficzne zwierzęta, które były obiektem eksperymentów Wielkiego Ewolucjonisty i przyjaciółmi Rocketa (Cardellini, Chaudhry i Hoover udzielili głosu swoim postaciom, jak i zagrali je na planie za pomocą techniki motion-capture); Dee Bradley Baker jako głos Blurpa, futrzastego F’saki, który był zwierzątkiem jednego z Łowców oraz Kai Zen jako Phyla, dziewczynka, która powstała wskutek eksperymentów Wielkiego Ewolucjonisty. Grupę, której przewodniczy Stakar, tworzyli: Michael Rosenbaum jako Martinex T’Naga, który powrócił z drugiej części oraz Jared Gore jako Krugarr i Tara Strong jako głos Mainframe (w poprzedniej części głosu użyczyła Miley Cyrus). Pracowników w Orgoscope zagrali: Daniela Melchior jako Ura, Jennifer Holland jako Kwol, Nico Santos jako Theel, Miriam Shor jako Vim, Nathan Fillion jako Mistrz Karja oraz Judy Greer jako głos War Pig i Reinaldo Faberlle jako Behemoth, cybernetyczne świnia i ptak na usługach Wielkiego Ewolucjonisty. Cardellini, Strong i Greer wcześniej zagrały inne postaci w Filmowym Uniwersum Marvela.

## Produkcja

### Rozwój projektu

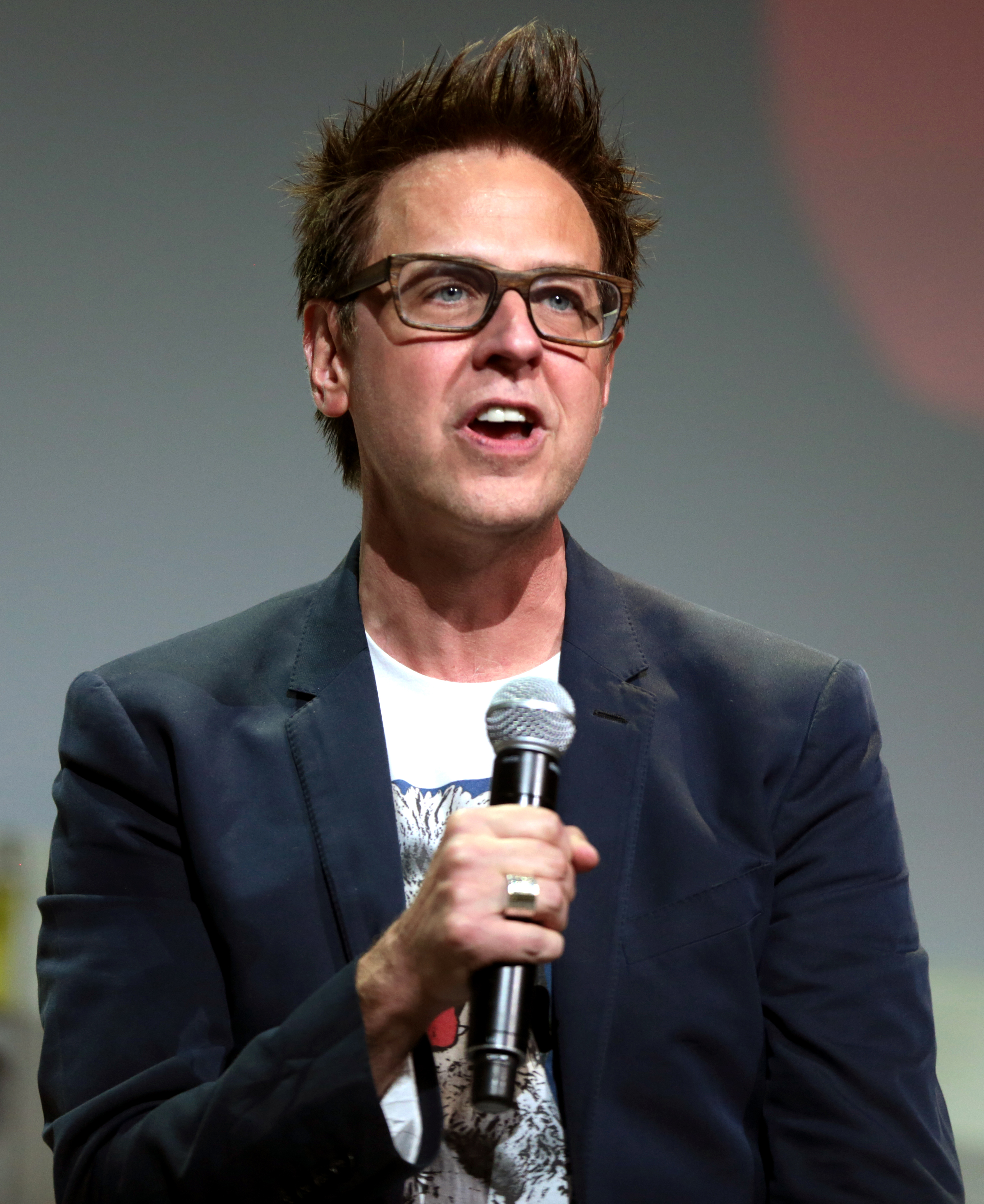
James Gunn, reżyser i scenarzysta filmu

W listopadzie 2014 roku James Gunn ujawnił, że pracując nad pierwszym filmem serii miał zarys historii na drugą część i pomysły na trzecią. Pomimo tego poinformował w czerwcu 2015 roku, że nie ma pewności, że będzie pracował przy produkcji kolejnej części, swoją decyzję uzależnił od samopoczucia po zakończeniu prac nad Strażnikami Galaktyki vol. 2. W kwietniu 2016 roku Kevin Feige zapewnił, że trzeci film powstanie po 2020 roku. W kwietniu 2017 roku Gunn poinformował, że powróci na stanowisko reżysera i scenarzysty.
W lipcu 2018 roku Disney i Marvel Studios zwolnili Gunna w związku z jego starymi tweetami, w których zamieścił kontrowersyjne opinie dotyczące gwałtu i pedofilii. W odpowiedzi na odsunięcie Gunna przez studio, wsparcie dla niego wyraziła większość obsady, a petycja z prośbą fanów o przywrócenie go zebrała ponad 300 tysięcy podpisów. Pod koniec miesiąca Chris Pratt, Zoe Saldaña, Dave Bautista, Bradley Cooper, Vin Diesel, Sean Gunn, Pom Klementieff, Michael Rooker i Karen Gillan wystosowali petycję do studia o ponowne zatrudnienie Gunna.
Disney i Marvel nadal planowały zrealizować film ze scenariuszem Gunna. W sierpniu inne studia zainteresowały się zatrudnieniem Gunna, w tym Warner Bros. Natomiast Marvel Studios rozpoczęło rozmowy z Disneyem nad możliwością przywrócenia Gunna. W połowie miesiąca Gunn spotkał się z Alanem F. Hornem, szefem Walt Disney Studios. Jeszcze w tym samym miesiącu prace przedprodukcyjne zostały wstrzymane, by studio mogło znaleźć nowego reżysera. W połowie października Gunn został zatrudniony jako reżyser i scenarzysta Legionu samobójców: The Suicide Squad przez Warner Bros. W tym czasie został poinformowany przez Horna, że może powrócić na stanowisko reżysera trzeciej części Strażników Galaktyki. Gunn spotkał się Feigem, by omówić swoje zobowiązania dotyczące prac nad The Suicide Squad. Feige zgodził się na przesunięcie prac nad filmem, by Gunn mógł ukończyć film dla Warner Bros. W marcu 2019 roku podano do publicznej informacji, że Gunn został przywrócony na stanowisko reżysera filmu. W listopadzie 2020 roku Gunn poinformował, że scenariusz do filmu został ukończony. W grudniu ujawniono, że premiera filmu odbędzie się w 2023 roku. Na początku maja 2021 roku wyjawiono, że amerykańska premiera filmu została zaplanowana na 5 maja 2023 roku. W lipcu 2022 roku poinformowano, że film rozpocznie Fazę V i będzie wchodził w skład Saga Multiwersum.

### Casting
W maju 2017 roku poinformowano, że Pom Klementieff i Elizabeth Debicki powrócą jako Mantis i Ayesha. W kwietniu 2018 roku ujawniono, że Chris Pratt wcieli się ponownie w Petera Quilla / Star-Lorda, a w następnym miesiącu, że Dave Bautista powtórzy rolę Draxa. We wrześniu Sean Gunn poinformował, że powróci jako Kraglin. W kwietniu 2019 roku ujawniono, że swoje role również powtórzą Zoe Saldaña, Bradley Cooper i Vin Diesel. W maju poinformowano, że Karen Gillan zagra ponownie Nebulę.
Pod koniec sierpnia Gunn i Marvel Studios rozpoczęli poszukiwania odtwórcy roli Adama Warlocka. Wśród rozważań reżysera i studia byli: Will Poulter, George MacKay i Regé-Jean Page. W październiku poinformowano, że Poulter otrzymał tę rolę, a w listopadzie ujawniono, że do obsady dołączył Chukwudi Iwuji oraz że Sylvester Stallone powróci jako Stakar. W czerwcu 2022 roku poinformowano, że Daniela Melchior i Nico Santos zagrają w filmie. W lipcu wyjawiono, że Iwuji zagra Wielkiego Ewolucjonistę oraz że Marija Bakałowa będzie głosem Cosmo. W sierpniu poinformowano, że Michael Rosenbaum powróci jako Martinex.

### Zdjęcia i postprodukcja
Zdjęcia do filmu rozpoczęły się 8 listopada 2021 roku w Atlancie pod roboczym tytułem Hot Christmas. Równocześnie z trzecią częścią zrealizowano Strażników Galaktyki: Coraz bliżej święta. Prace na planie ukończono 6 maja 2022 roku. Za zdjęcia odpowiadał Henry Braham, scenografię przygotowała Beth Mickle, a kostiumy zaprojektowała Judianna Makovsky.
Montażem zajęli się Fred Raskin i Greg D’Auria. Efekty specjalne przygotowały studia: Sony Pictures Imageworks, Industrial Light & Magic, Framestore, Wētā FX, Rodeo FX, Rise FX, Lola VFX, Crafty Apes, Compuhire, BUF Compagnie i Perception, a odpowiadali za nie Stephane Ceretti i Susan Pickett.

## Muzyka
W październiku 2021 roku poinformowano, że John Murphy napisał muzykę do filmu. James Gunn wyjawił, że została już ona nagrana i będzie puszczana aktorom podczas realizacji zdjęć. Album z muzyką Murphy’ego, Guardians of the Galaxy Vol. 3 Original Score i Guardians of the Galaxy: Awesome Mix Vol. 3 Original Motion Picture Soundtrack, zostały wydane równocześnie 3 maja 2023 roku przez Hollywood Records.
| Guardians of the Galaxy: Awesome Mix Vol. 3 Original Motion Picture Soundtrack – 2023 | Guardians of the Galaxy: Awesome Mix Vol. 3 Original Motion Picture Soundtrack – 2023 | Guardians of the Galaxy: Awesome Mix Vol. 3 Original Motion Picture Soundtrack – 2023 | Guardians of the Galaxy: Awesome Mix Vol. 3 Original Motion Picture Soundtrack – 2023 |
| Nr                                                                                    | Tytuł utworu                                                                          | Wykonawca                                                                             | Długość                                                                               |
| ------------------------------------------------------------------------------------- | ------------------------------------------------------------------------------------- | ------------------------------------------------------------------------------------- | ------------------------------------------------------------------------------------- |
| 1.                                                                                    | „Creep (acoustic)”                                                                    | Radiohead                                                                             | 4:19                                                                                  |
| 2.                                                                                    | „Crazy on You”                                                                        | Heart                                                                                 | 4:53                                                                                  |
| 3.                                                                                    | „Since You Been Gone”                                                                 | Rainbow                                                                               | 3:17                                                                                  |
| 4.                                                                                    | „In the Meantime”                                                                     | Spacehog                                                                              | 5:00                                                                                  |
| 5.                                                                                    | „Reasons”                                                                             | Earth, Wind & Fire                                                                    | 4:59                                                                                  |
| 6.                                                                                    | „Do You Realize??”                                                                    | The Flaming Lips                                                                      | 3:33                                                                                  |
| 7.                                                                                    | „We Care a Lot”                                                                       | Faith No More                                                                         | 4:04                                                                                  |
| 8.                                                                                    | „Koinu no Carnival (From „Minute Waltz”)”                                             | EHAMIC                                                                                | 3:10                                                                                  |
| 9.                                                                                    | „I’m Always Chasing Rainbows”                                                         | Alice Cooper                                                                          | 2:08                                                                                  |
| 10.                                                                                   | „San Francisco”                                                                       | The Mowgli’s                                                                          | 2:53                                                                                  |
| 11.                                                                                   | „Poor Girl”                                                                           | X                                                                                     | 2:54                                                                                  |
| 12.                                                                                   | „This Is the Day”                                                                     | The The                                                                               | 4:57                                                                                  |
| 13.                                                                                   | „No Sleep till Brooklyn”                                                              | Beastie Boys                                                                          | 4:07                                                                                  |
| 14.                                                                                   | „Dog Days Are Over”                                                                   | Florence and the Machine                                                              | 4:12                                                                                  |
| 15.                                                                                   | „Badlands”                                                                            | Bruce Springsteen                                                                     | 4:02                                                                                  |
| 16.                                                                                   | „I Will Dare”                                                                         | The Replacements                                                                      | 3:17                                                                                  |
| 17.                                                                                   | „Come and Get Your Love (Rerecorded version)”                                         | Redbone                                                                               | 3:28                                                                                  |
|                                                                                       |                                                                                       |                                                                                       | 1:05:13                                                                               |

| Guardians of the Galaxy Vol. 3 Original Score – 2023 | Guardians of the Galaxy Vol. 3 Original Score – 2023 | Guardians of the Galaxy Vol. 3 Original Score – 2023 | Guardians of the Galaxy Vol. 3 Original Score – 2023 |
| Nr                                                   | Tytuł utworu                                         | Muzyka                                               | Długość                                              |
| ---------------------------------------------------- | ---------------------------------------------------- | ---------------------------------------------------- | ---------------------------------------------------- |
| 1.                                                   | „Kits”                                               | J. Murphy                                            | 1:36                                                 |
| 2.                                                   | „Warlock vs. Guardians”                              | J. Murphy                                            | 3:47                                                 |
| 3.                                                   | „That Hurts”                                         | J. Murphy                                            | 1:36                                                 |
| 4.                                                   | „Batch 89”                                           | J. Murphy                                            | 1:47                                                 |
| 5.                                                   | „Orgoscope”                                          | J. Murphy                                            | 1:43                                                 |
| 6.                                                   | „Mo Ergaste Forn”                                    | J. Murphy                                            | 2:31                                                 |
| 7.                                                   | „Orgoscope Elevator”                                 | J. Murphy                                            | 1:26                                                 |
| 8.                                                   | „Naming”                                             | J. Murphy                                            | 2:25                                                 |
| 9.                                                   | „Dido’s Lament”                                      | J. Murphy                                            | 3:57                                                 |
| 10.                                                  | „Hooray Time Forever!”                               | J. Murphy                                            | 2:22                                                 |
| 11.                                                  | „It Really Is Good to Have Friends”                  | J. Murphy                                            | 2:27                                                 |
| 12.                                                  | „Exploding Planet”                                   | J. Murphy                                            | 1:23                                                 |
| 13.                                                  | „Face Off”                                           | J. Murphy                                            | 2:39                                                 |
| 14.                                                  | „Into the Light”                                     | J. Murphy                                            | 4:30                                                 |
| 15.                                                  | „Guardians vs. Hell Spawn”                           | J. Murphy                                            | 3:38                                                 |
| 16.                                                  | „Mantis and the Abelisk”                             | J. Murphy                                            | 1:11                                                 |
| 17.                                                  | „Use Your Heart Boy”                                 | J. Murphy                                            | 0:54                                                 |
| 18.                                                  | „The High Evolutionary”                              | J. Murphy                                            | 2:56                                                 |
| 19.                                                  | „Domo! Domo!”                                        | J. Murphy                                            | 3:48                                                 |
| 20.                                                  | „Who We Are”                                         | J. Murphy                                            | 2:21                                                 |
| 21.                                                  | „Stampede”                                           | J. Murphy                                            | 1:54                                                 |
| 22.                                                  | „Did That Look Cool?”                                | J. Murphy                                            | 2:44                                                 |
| 23.                                                  | „On the Spaceport”                                   | J. Murphy                                            | 1:47                                                 |
| 24.                                                  | „I Love You Guys”                                    | J. Murphy                                            | 2:15                                                 |
| 25.                                                  | „Mo Ergaste Forn (Full Version)”                     | J. Murphy                                            | 3:23                                                 |
| 26.                                                  | „All Life Has Meaning”                               | J. Murphy                                            | 2:02                                                 |
|                                                      |                                                      |                                                      | 1:03:02                                              |

## Wydanie
Światowa premiera filmu Strażnicy Galaktyki vol. 3 miała miejsce 22 kwietnia 2023 roku w paryskim Disneylandzie. Uroczysta premiera w Stanach Zjednoczonych odbyła 27 kwietnia tego samego roku w El Capitan Theatre w Los Angeles. W obu tych wydarzeniach uczestniczyła obsada i ekipa produkcyjna filmu oraz zaproszeni goście. Premierom tym towarzyszył czerwony dywan oraz szereg konferencji prasowych.
Dla szerszej publiczności w Stanach Zjednoczonych i Polsce film zadebiutował 5 maja tego samego roku.

## Odbiór

### Box office
Strażnicy Galaktyki vol. 3 mając budżet szacowany na 250 milionów dolarów zarobili w weekend otwarcia ponad 280 milionów dolarów, z czego w Stanach Zjednoczonych i Kanadzie uzyskał prawie 120 milionów. Do 29 maja 2023 roku film zarobił w sumie ponad 720 milionów dolarów.

### Krytyka w mediach
Film spotkał się z pozytywną reakcją krytyków. W serwisie Rotten Tomatoes 82% z 361 recenzji uznano za pozytywne, a średnia ocen wystawionych na ich podstawie wyniosła 7,3/10. Na portalu Metacritic średnia ważona ocen z 62 recenzji wyniosła 64 punkty na 100. Natomiast według serwisu CinemaScore, zajmującego się mierzeniem atrakcyjności filmów w Stanach Zjednoczonych, publiczność przyznała mu ocenę A w skali od F do A+. Organizacja People for the Ethical Treatment of Animals uznała Strażników Galaktyki vol. 3 za „najlepszy film roku o prawach zwierząt, ponieważ pomaga widzom postrzegać zwierzęta jako jednostki i sugeruje, że to, że możemy na nich eksperymentować nie oznacza, że powinniśmy”.
Richard Roeper z „Chicago Sun-Times” ocenił Strażników Galaktyki vol. 3 jako „ekscytującą, niezmiennie zabawną przygodę o wielkim sercu, która zawiera zaskakujące emocjonalne rąbnięcie”. Christian Holub z „Entertainment Weekly” stwierdził, że „zawsze miło jest, gdy filmy o superbohaterach pamiętają, że mają opowiadać o ratowaniu życia, a nie o jego odbieraniu, a Strażnicy Galaktyki vol. 3 często przypomina celebrację życia – nawet dla zwierząt, które nie potrafią mówić ani latać statkami kosmicznymi”. Michael O’Sullivan z „The Washington Post” określił film jako „słodki i smakowity kąsek opowieści, tonący w kałuży sosu z efektami specjalnymi”. Matthew Jackson z AV Club napisał, że „Gunn i jego nieustraszona ekipa postanawiają, że ich dziedzictwem jest huśtanie się do samego końca, a to zawsze będzie zarówno intensywnie zabawne, jak i niezapomnianie ujmujące”. Helen O’Hara z „Empire Magazine” oceniła, że „James Gunn zamyka swoją czteroczęściową trylogię triumfem: wielką, zgryźliwą mieszanką humoru i przerażenia, szczycącą się sercem tak wielkim, jakie ma Drax”. Peter Debruge z „Variety” skomentował, że „Gunn nieustannie zaskakuje, więc widzowie są aktywnie zaangażowani przez cały czas próbując zarządzać wieloma wątkami fabularnymi i ciągle zmieniającą się lojalnością między postaciami. Odie Henderson z „Boston Globe” napisał: „film jest tak dobry, jak jego zły charakter, a ja bałam się spędzać z nim czas”.
Michał Kujawiński z NaEkranie.pl stwierdził, że „Gunn działa twórczo poza wszelkimi kategoriami, które rządzą w Marvel Studios, a na horyzoncie trudno dostrzec innych, którzy wiedzą, jak robić takie kino. A nie wydaje się to specjalnie trudne – wystarczy skupić się na postaciach i je rozwijać. Wygenerowany przez CGI szop rozkleił połowę sali”. Jakub Popielecki z portalu Filmweb ocenił, że „Gunn nie zdaje wszystkich egzaminów. Przede wszystkim – po raz kolejny – ma problem ze strukturą”, dodał jednak, że „głupio wytykać drobne niedoskonałości filmowi, który jest pochwałą niedoskonałości”. Radosław Krajewski z Gram.pl uznał, że „Strażnicy Galaktyki 3 nie rozczarowują. To nieco inne podejście do tytułowej drużyny, bardziej na poważnie, niż na luzie, ale pozbawione patetyczności, czy pretensjonalności, przy zachowaniu widowiskowej akcji i sporej dawki humoru”. Karol Urbański z Filmożerców ocenił, że „poza kilkoma niedoskonałościami – należyte zamknięcie najlepszej filmowej trylogii rodem z komiksów Marvela”. Zuzanna Tomaszewicz z serwisu NaTemat.pl stwierdziła: „nie popełniajcie mojego błędu i zabierzcie na seans Strażników Galaktyki 3 chusteczki. Sama przynajmniej kilka razy musiałam zastępować je rękawem od swetra. Produkcja kontrowersyjnego reżysera Jamesa Gunna na chwilę postawiła na nogi uniwersum Marvela i zwieńczyła popularną trylogię słodko-gorzkim zakończeniem”.

### Nagrody i nominacje
| Rok  | Ceremonia                                                | Kategoria                                                                   | Nominowani                                                                     | Rezultat   | Przypis |
| ---- | -------------------------------------------------------- | --------------------------------------------------------------------------- | ------------------------------------------------------------------------------ | ---------- | ------- |
| 2023 | Las Vegas Film Critics Society Awards                    | Najlepszy film akcji                                                        | Strażnicy Galaktyki vol. 3                                                     | Nominacja  | [ 91 ]  |
| 2023 | Las Vegas Film Critics Society Awards                    | Najlepsze efekty specjalne                                                  | Strażnicy Galaktyki vol. 3                                                     | Nominacja  | [ 91 ]  |
| 2023 | St. Louis Film Critics Association Awards                | Najlepsze efekty specjalne                                                  | Stephane Ceretti, Alexis Wajsbrot, Guy Williams, Theodore Bialek               | Nominacja  | [ 92 ]  |
| 2023 | Hollywood Music In Media Awards                          | Najlepszy soundtrack                                                        | Guardians of the Galaxy: Awesome Mix Vol. 3 Original Motion Picture Soundtrack | Nominacja  | [ 93 ]  |
| 2023 | Hollywood Professional Association Awards                | Najlepsze efekty specjalne w filmie kinowym                                 | Guy Williams, Daniel Macarin, Michael Cozens, Mark Smith, Marvyn Young         | Nominacja  | [ 94 ]  |
| 2023 | Hollywood Critics Association Midseason Awards           | Najlepszy film                                                              | Strażnicy Galaktyki vol. 3                                                     | Nominacja  | [ 95 ]  |
| 2023 | Phoenix Critics Circle Awards                            | Najlepszy film fantastycznonaukowy                                          | Strażnicy Galaktyki vol. 3                                                     | Nominacja  | [ 96 ]  |
| 2023 | Online Association of Female Film Critics Awards         | Najlepsze efekty specjalne                                                  | Strażnicy Galaktyki vol. 3                                                     | Nominacja  | [ 97 ]  |
| 2023 | Online Association of Female Film Critics Awards         | Najlepszy zespół kaskaderski                                                | Strażnicy Galaktyki vol. 3                                                     | Nominacja  | [ 97 ]  |
| 2024 | Grammy Awards                                            | Najlepsza ścieżka dźwiękowa – kompilacja do medium wizualnego               | Guardians of the Galaxy: Awesome Mix Vol. 3 Original Motion Picture Soundtrack | Nominacja  | [ 98 ]  |
| 2024 | Saturn Awards                                            | Najlepszy film superbohaterski                                              | Strażnicy Galaktyki vol. 3                                                     | Wygrana    | [ 99 ]  |
| 2024 | Saturn Awards                                            | Najlepszy aktor                                                             | Chris Pratt                                                                    | Nominacja  | [ 100 ] |
| 2024 | Saturn Awards                                            | Najlepszy reżyser                                                           | James Gunn                                                                     | Nominacja  | [ 100 ] |
| 2024 | Saturn Awards                                            | Najlepsza scenografia                                                       | Beth Mickle                                                                    | Nominacja  | [ 100 ] |
| 2024 | Saturn Awards                                            | Najlepsze kostiumy                                                          | Judianna Makovsky                                                              | Nominacja  | [ 100 ] |
| 2024 | Saturn Awards                                            | Najlepsze efekty specjalne                                                  | Stephane Ceretti, Alexis Wajsbrot, Guy Williams, Daniel Sudick                 | Nominacja  | [ 100 ] |
| 2024 | Saturn Awards                                            | Najlepsza charakteryzacja                                                   | Alexei Dmitriew, Lindsay MacGowan, Shane Mahan                                 | Nominacja  | [ 100 ] |
| 2024 | Critics’ Choice Movie Awards                             | Najlepsza efekty specjalne                                                  | Strażnicy Galaktyki vol. 3                                                     | Nominacja  | [ 101 ] |
| 2024 | Złote Globy                                              | Najlepsze osiągnięcie kinowe i finansowe                                    | Strażnicy Galaktyki vol. 3                                                     | Nominacja  | [ 102 ] |
| 2024 | Amerykańska Gildia Aktorów Filmowych                     | Najlepszy zespół kaskaderski w filmie                                       | Strażnicy Galaktyki vol. 3                                                     | Nominacja  | [ 103 ] |
| 2024 | Amerykańska Gildia Charakteryzatorów                     | Najlepszy makijaż współczesny                                               | Jane Galli                                                                     | Nominacja  | [ 104 ] |
| 2024 | Amerykańska Gildia Charakteryzatorów                     | Najlepsze fryzury historyczne lub postaci                                   | Cassie Russek, Stephanie Fenner, Peter Tothpal, Connie Grayson Criswell        | Nominacja  | [ 104 ] |
| 2024 | Amerykańska Gildia Charakteryzatorów                     | Najlepsze efekty specjalne w makijażu                                       | Alexei Dmitriew, Lindsay MacGowan, Shane Mahan, Scott Stoddard                 | Nominacja  | [ 104 ] |
| 2024 | Amerykańska Gildia Charakteryzatorów                     | Najlepszy makijaż historyczny lub postaci                                   | Alexei Dmitriew, Nicole Sortillon Amos, Samantha Ward, LuAndra Whitehurst      | Nominacja  | [ 104 ] |
| 2024 | Amerykańska Gildia Scenografów                           | Najlepsza scenografia w filmie fantasy                                      | Beth Mickle                                                                    | Nominacja  | [ 105 ] |
| 2024 | VES Awards                                               | Najlepsze efekty specjalne w filmie aktorskim                               | Stephane Ceretti, Susan Pickett, Alexis Wajsbrot, Guy Williams, Daniel Sudick  | Nominacja  | [ 106 ] |
| 2024 | VES Awards                                               | Najlepsza animacja postaci w filmie aktorskim                               | Nathan McConnel, Andrea De Martis, Antony Magdalinidis, Rachel Williams        | Nominacja  | [ 106 ] |
| 2024 | VES Awards                                               | Najlepsze wykreowane środowisko w filmie aktorskim                          | Alejandro Lavrador, Fabien Julvecourt, Klaudio Ladavac, Benjamin Patterson     | Nominacja  | [ 106 ] |
| 2024 | VES Awards                                               | Najlepsza kompozycja i światło w filmie aktorskim                           | Indah Maretha, Beck Veitch, Nathan Abbot, Steve McGillen                       | Nominacja  | [ 106 ] |
| 2024 | VES Awards                                               | Najlepsze wirtualne zdjęcia                                                 | Joanna Davison, Cheyana Wilkinson, Michael Cozens, Jason Desjarlais            | Nominacja  | [ 106 ] |
| 2024 | VES Awards                                               | Najlepszy model w filmie aktorskim lub animowanym                           | Kenneth Johansson, Jason Galeon, Tim Civil, Artur Vill                         | Nominacja  | [ 106 ] |
| 2024 | Austin Film Critics Association Awards                   | Najlepsza gra głosem                                                        | Bradley Cooper                                                                 | Wygrana    | [ 107 ] |
| 2024 | Denver Film Critics Society Awards                       | Najlepsze efekty specjalne                                                  | Stephane Ceretti, Alexis Wajsbrot, Guy Williams, Daniel Sudick                 | Wygrana    | [ 108 ] |
| 2024 | Georgia Film Critics Association Awards                  | Nagroda im. Jamesa Oglethorpe’a za doskonałość w filmie z Georgii           | James Gunn                                                                     | Nominacja  | [ 109 ] |
| 2024 | Utah Film Critics Association Awards                     | Najlepsze efekty specjalne                                                  | Strażnicy Galaktyki vol. 3                                                     | Nominacja  | [ 110 ] |
| 2024 | Utah Film Critics Association Awards                     | Vice/Martin Award                                                           | Bradley Cooper                                                                 | Nominacja  | [ 110 ] |
| 2024 | Houston Film Critics Society Awards                      | Najlepszy zespół kaskaderski                                                | Strażnicy Galaktyki vol. 3                                                     | Nominacja  | [ 111 ] |
| 2024 | Houston Film Critics Society Awards                      | Najlepsze efekty specjalne                                                  | Stephane Ceretti, Alexis Wajsbrot, Guy Williams, Daniel Sudick                 | Nominacja  | [ 111 ] |
| 2024 | North Carolina Film Critics Association Awards           | Najlepsza gra głosem                                                        | Bradley Cooper                                                                 | Nominacja  | [ 112 ] |
| 2024 | North Carolina Film Critics Association Awards           | Najlepsze efekty specjalne                                                  | Strażnicy Galaktyki vol. 3                                                     | Nominacja  | [ 112 ] |
| 2024 | Gold Derby Awards                                        | Najlepsza charakteryzacja i fryzury                                         | Cassie Russek, Alexei Dmitriew                                                 | Nominacja  | [ 113 ] |
| 2024 | Gold Derby Awards                                        | Najlepsze efekty specjalne                                                  | Stephane Ceretti, Susan Pickett, Alexis Wajsbrot, Guy Williams, Daniel Sudick  | Nominacja  | [ 113 ] |
| 2024 | Hawaii Film Critics Society Awards                       | Najlepszy film fantastycznonaukowy                                          | Strażnicy Galaktyki vol. 3                                                     | Nominacja  | [ 114 ] |
| 2024 | Hawaii Film Critics Society Awards                       | Najlepsza adaptacja komiksu                                                 | Strażnicy Galaktyki vol. 3                                                     | Nominacja  | [ 114 ] |
| 2024 | Hawaii Film Critics Society Awards                       | Najlepsza gra głosem                                                        | Bradley Cooper                                                                 | Nominacja  | [ 114 ] |
| 2024 | Music City Film Critics Association Awards               | Najlepszy film akcji                                                        | Strażnicy Galaktyki vol. 3                                                     | Nominacja  | [ 115 ] |
| 2024 | Latino Entertainment Journalists Association Film Awards | Najlepsza charakteryzacja i fryzury                                         | Cassie Russek, Alexei Dmitriew                                                 | Nominacja  | [ 116 ] |
| 2024 | Latino Entertainment Journalists Association Film Awards | Najlepszy zespół kaskaderski                                                | Strażnicy Galaktyki vol. 3                                                     | Nominacja  | [ 116 ] |
| 2024 | Chicago Indie Critics Awards                             | Najlepsze efekty specjalne                                                  | Stephane Ceretti, Alexis Wajsbrot, Guy Williams, Daniel Sudick                 | Nominacja  | [ 117 ] |
| 2024 | Chicago Indie Critics Awards                             | Najlepsza gra głosem                                                        | Bradley Cooper                                                                 | Nominacja  | [ 117 ] |
| 2024 | Seattle Film Critics Society Awards                      | Najlepsze efekty specjalne                                                  | Stephane Ceretti, Alexis Wajsbrot, Guy Williams, Daniel Sudick                 | Nominacja  | [ 118 ] |
| 2024 | Portland Critics Association Awards                      | Najlepszy film fantastycznonaukowy                                          | Strażnicy Galaktyki vol. 3                                                     | 2. miejsce | [ 119 ] |
| 2024 | Portland Critics Association Awards                      | Najlepsze efekty specjalne                                                  | Stephane Ceretti, Alexis Wajsbrot, Guy Williams, Daniel Sudick                 | Nominacja  | [ 119 ] |
| 2024 | Portland Critics Association Awards                      | Najlepszy zespół kaskaderski                                                | Strażnicy Galaktyki vol. 3                                                     | Nominacja  | [ 119 ] |
| 2024 | Critics Association of Central Florida Awards            | Najlepsze efekty specjalne                                                  | Strażnicy Galaktyki vol. 3                                                     | Wygrana    | [ 120 ] |
| 2024 | Minnesota Film Critics Alliance Awards                   | Najlepsze efekty specjalne                                                  | Stephane Ceretti, Alexis Wajsbrot, Guy Williams, Theodore Bialek               | Nominacja  | [ 121 ] |
| 2024 | Nagroda Brytyjskiej Akademii Filmowej                    | Najlepsze efekty specjalne                                                  | Stephane Ceretti, Alexis Wajsbrot, Guy Williams, Theodore Bialek               | Nominacja  | [ 122 ] |
| 2024 | People’s Choice Awards                                   | Ulubiony film                                                               | Strażnicy Galaktyki vol. 3                                                     | Nominacja  | [ 123 ] |
| 2024 | People’s Choice Awards                                   | Ulubiony film akcji                                                         | Strażnicy Galaktyki vol. 3                                                     | Nominacja  | [ 123 ] |
| 2024 | People’s Choice Awards                                   | Ulubiony aktor filmowy                                                      | Chris Pratt                                                                    | Nominacja  | [ 123 ] |
| 2024 | People’s Choice Awards                                   | Ulubiona gwiazda kina akcji                                                 | Chris Pratt                                                                    | Nominacja  | [ 123 ] |
| 2024 | Annie Awards                                             | Najlepsze indywidualne osiągnięcie: animacja postaci w produkcji aktorskiej | Fernando Herrera, Chris Hurtt, Nathan McConnel, Daniel Cabral, Chris McGaw     | Nominacja  | [ 124 ] |
| 2024 | Astra Film Awards                                        | Najlepszy film akcji                                                        | Strażnicy Galaktyki vol. 3                                                     | Nominacja  | [ 125 ] |
| 2024 | Astra Film Awards                                        | Najlepsza gra głosem                                                        | Bradley Cooper                                                                 | Nominacja  | [ 125 ] |
| 2024 | Astra Creative Arts Awards                               | Najlepsza charakteryzacja i fryzury                                         | Cassie Russek, Alexei Dmitriew                                                 | Nominacja  | [ 125 ] |
| 2024 | Astra Creative Arts Awards                               | Najlepsze kostiumy                                                          | Judianna Makovsky                                                              | Nominacja  | [ 125 ] |
| 2024 | Astra Creative Arts Awards                               | Najlepsze efekty specjalne                                                  | Strażnicy Galaktyki vol. 3                                                     | Nominacja  | [ 125 ] |
| 2024 | Astra Creative Arts Awards                               | Najlepszy zespół kaskaderski                                                | Strażnicy Galaktyki vol. 3                                                     | Nominacja  | [ 125 ] |
| 2024 | Nagroda Akademii Filmowej                                | Najlepsze efekty specjalne                                                  | Stephane Ceretti, Alexis Wajsbrot, Guy Williams, Theodore Bialek               | Nominacja  | [ 126 ] |